# Кроцца, Маурицио
Маурицио Кроцца (итал. Maurizio Crozza; род. 5 декабря 1959 года в Генуе) — итальянский комик и актер.

## Биография
Кроцца родился в Генуе. Он учился в актерской школе в том же городе, которую окончил в 1980 году.
Он много лет работал с группой «Gialappa's Band» на Mediaset и в воскресном шоу «Quelli che... il Calcio». Кроцца также снялся в ряде фильмов, в том числе в фильме 1995 года «Peggio di così si muore» Марчелло Чезены. За свою карьеру он получил как похвалу, так и критику от итальянских кинокритиков: его особенно критиковали за его сатиру на Папу Бенедикта XVI в 2006 году и на Сильвио Берлускони на музыкальном фестивале в Сан-Ремо в 2013 году.
После того как он много лет вел свое собственное шоу на сетевом канале La7, в 2017 году он перенес это же шоу в Nove.